# Recopa Árabe 1998
La Recopa Árabe 1998 fue la novena edición de este torneo de fútbol a nivel de clubes del Mundo Árabe organizado por la UAFA y que contó con la participación de 8 equipos campeones de copa de sus respectivos países provenientes de una fase clasificatoria.
El campeón defensor MC Oran de Argelia venció a Al-Jaish Damasco de Siria en la final jugada en Beirut, Líbano para lograr su segundo título consecutivo.

## Eliminatoria

### Área del Golfo
| Equipo 1  | Agr.    | Equipo 2    | Ida | Vuelta |
| --------- | ------- | ----------- | --- | ------ |
| Al-Rayyan | 4-4 (a) | Al-Qadsia   | 3-2 | 1-2    |
| Al-Wasl   | w/o     | Al-Muharraq | —   | —      |

### Mar Rojo
Los partidos se jugaron en Arabia Saudita.
| Club            | G                  | E                  | P                  | GF                 | GC                 | Pts                |
| --------------- | ------------------ | ------------------ | ------------------ | ------------------ | ------------------ | ------------------ |
| Al-Mourada      | 1                  | 1                  | 0                  | 2                  | 0                  | 4                  |
| Al-Ta'ee        | 1                  | 0                  | 1                  | 1                  | 2                  | 3                  |
| Al-Ismaily      | 0                  | 1                  | 0                  | 0                  | 1                  | 1                  |
| Al-Wehda Sana'a | Abandonó el torneo | Abandonó el torneo | Abandonó el torneo | Abandonó el torneo | Abandonó el torneo | Abandonó el torneo |

| Equipo 1   | Resultado | Equipo 2   |
| ---------- | --------- | ---------- |
| Al-Mourada | 0–0       | Al-Ismaily |
| Al-Ismaily | 1-0       | Al-Ta'ee   |
| Al-Ta'ee   | 0–2       | Al-Mourada |

### África del Norte
| Equipo 1         | Agr. | Equipo 2  | Ida | Vuelta |
| ---------------- | ---- | --------- | --- | ------ |
| Al-Nasr Benghazi | w/o  | USM Alger | —   | —      |

### Oriente
Todos los partidos se jugaron en Beirut, Líbano.
| Club           | G | E | P | GF | GC | Pts |
| -------------- | - | - | - | -- | -- | --- |
| Al-Jaish       | 2 | 1 | 0 | 10 | 5  | 7   |
| Al-Ansar       | 2 | 1 | 0 | 6  | 3  | 7   |
| Al-Wehdat      | 1 | 0 | 2 | 6  | 6  | 3   |
| Khadamat Rafah | 0 | 0 | 3 | 5  | 9  | 0   |

| Equipo 1       | Resultado | Equipo 2       |
| -------------- | --------- | -------------- |
| Al-Jaish       | 1-0       | Al-Wehdat      |
| Khadamat Rafah | 0-1       | Al-Ansar       |
| Al-Jaish       | 6-2       | Khadamat Rafah |
| Al-Ansar       | 2-0       | Al-Wehdat      |
| Al-Wehdat      | 6-3       | Khadamat Rafah |
| Al-Ansar       | 3-3       | Al-Jaish       |

## Fase de grupos

### Grupo A
| Club             | G | E | P | GF | GC | Pts |
| ---------------- | - | - | - | -- | -- | --- |
| Al-Qadsia        | 2 | 1 | 0 | 8  | 5  | 7   |
| Al-Nejmeh        | 1 | 2 | 0 | 6  | 5  | 5   |
| Al-Nasr Benghazi | 1 | 1 | 1 | 8  | 4  | 4   |
| Al-Mourada       | 0 | 0 | 3 | 3  | 11 | 0   |

| 19 de agosto de 1998 | Al-Nejmeh     | 2-1 | Al-Mourada  | Camille Chamoun Stadium, Beirut                |                                                |
|                      | Nazha 45' 89' |     | Barsham 61' | Árbitro(s): Nasser Al Hamdan ( Arabia Saudita) | Árbitro(s): Nasser Al Hamdan ( Arabia Saudita) |

| 21 de agosto de 1998 | Al-Nasr Benghazi  | 1-2 | Al-Qadsia                | Municipal Stadium, Beirut            |                                      |
|                      | M. Abdulsalam 65' |     | Al-Saleh 52' · Sadeq 59' | Árbitro(s): Jamal Al Sharif ( Siria) | Árbitro(s): Jamal Al Sharif ( Siria) |

| 23 de agosto de 1998 | Al-Mourada | 1-3 | Al-Qadsia                                                | Camille Chamoun Stadium, Beirut   |                                   |
|                      | Makeen 42' |     | Ah. Al-Shammari 55' · Bu Swehe 56' · Ad. Al-Shammari 73' | Árbitro(s): Jasem Khouri ( Catar) | Árbitro(s): Jasem Khouri ( Catar) |

| 23 de agosto de 1998 | Al-Nejmeh   | 1-1 | Al-Nasr Benghazi | Camille Chamoun Stadium, Beirut          |                                          |
|                      | Nazha 90+2' |     | Mohammad 54'     | Árbitro(s): Mohamed Guezzaz ( Marruecos) | Árbitro(s): Mohamed Guezzaz ( Marruecos) |

| 25 de agosto de 1998 | Al-Nasr Benghazi                                                                 | 6-1 | Al-Mourada  | Camille Chamoun Stadium, Beirut      |                                      |
|                      | M. Abdulsalam 27' 65' (pen.) 90+2' · K. Abdulsalam 42' · Taha 60' · Mansur 90+1' |     | Barsham 98' | Árbitro(s): Jamal Al Sharif ( Siria) | Árbitro(s): Jamal Al Sharif ( Siria) |

| 23 de agosto de 1998 | Al-Qadsia                                  | 3-3 | Al-Nejmeh                         | Camille Chamoun Stadium, Beirut         |                                         |
|                      | Ad. Al-Shammari 45+1' 82' · Al-Khalidi 72' |     | Sanamian 11' 90+1' · Shahrour 89' | Árbitro(s): Hassan Aly Hassan ( Egipto) | Árbitro(s): Hassan Aly Hassan ( Egipto) |

### Grupo B
| Club     | G | E | P | GF | GC | Pts |
| -------- | - | - | - | -- | -- | --- |
| Al-Jaish | 1 | 2 | 0 | 4  | 1  | 5   |
| MC Oran  | 1 | 1 | 1 | 5  | 4  | 4   |
| Al-Wasl  | 1 | 1 | 1 | 3  | 3  | 4   |
| Al-Ta'ee | 1 | 0 | 2 | 3  | 7  | 3   |

| 20 de agosto de 1998 | MC Oran     | 1-2 | Al-Wasl                      | Municipal Stadium, Beirut           |                                     |
|                      | Mecheri 30' |     | Isa 20' · Khamees 90' (pen.) | Árbitro(s): Taleb Ramadan ( Líbano) | Árbitro(s): Taleb Ramadan ( Líbano) |

| 20 de agosto de 1998 | Al-Jaish                                  | 3-0 | Al-Ta'ee | Municipal Stadium, Beirut               |                                         |
|                      | Bayazid 12' 77' (pen.) · Homsi 53' (pen.) |     |          | Árbitro(s): Hassan Aly Hassan ( Egipto) | Árbitro(s): Hassan Aly Hassan ( Egipto) |

| 26 de agosto de 1998                                                                                          | MC Oran | 0-0 | Al-Jaish | Municipal Stadium, Beirut            |  |
| |         |     |          | Árbitro(s): Omar Shetawi ( Jordania) |  |
| La UAFA reprogramó el partido que estaba programado originalmente para el 22 de agosto a petición del MC Oran |         |     |          |                                      |  |

| 22 de agosto de 1998 | Al-Wasl | 0-1 | Al-Ta'ee      | Municipal Stadium, Beirut           |                                     |
|                      |         |     | Al-Reayea 35' | Árbitro(s): Zoubeir Nouira ( Túnez) | Árbitro(s): Zoubeir Nouira ( Túnez) |

| 24 de agosto de 1998 | Al-Ta'ee                            | 2-4 | MC Oran                                                           | Municipal Stadium, Beirut           |                                     |
|                      | Abdulkareem 15' (pen.) · Mashal 17' |     | Madani 9' (a.g.) · Mecheri 10' · Belatoui 50' (pen.) · Amrane 68' | Árbitro(s): Taleb Ramadan ( Líbano) | Árbitro(s): Taleb Ramadan ( Líbano) |

| 24 de agosto de 1998 | Al-Jaish           | 1-1 | Al-Wasl     | Municipal Stadium, Beirut            |                                      |
|                      | Mostafa 68' (pen.) |     | Darwish 31' | Árbitro(s): Omar Shetawi ( Jordania) | Árbitro(s): Omar Shetawi ( Jordania) |

## Fase final

### Semifinales
| 27 de agosto de 1998 | Al-Qadsia         | 1-2 (t. s.) | MC Oran                      | Municipal Stadium, Beirut           |                                     |
|                      | Saoula 47' (a.g.) |             | Amrane 37' · Zerrouki 105+1' | Árbitro(s): Zoubeir Nouira ( Túnez) | Árbitro(s): Zoubeir Nouira ( Túnez) |

| 27 de agosto de 1998 | Al-Jaish                                      | 3-1 | Al-Nejmeh | Camille Chamoun Stadium, Beirut          |                                          |
|                      | Bayazid 34' · Mostafa 55' · Hajj-Mustapha 69' |     | Abbas 17' | Árbitro(s): Mohamed Guezzaz ( Marruecos) | Árbitro(s): Mohamed Guezzaz ( Marruecos) |

### Final
| 30 de agosto de 1998 | MC Oran                    | 2-1 (t. s.) | Al-Jaish   | Municipal Stadium, Beirut          |                                    |
|                      | Boukessassa 53' · Gaïd 95' |             | Khalaf 11' | Árbitro(s): Jasem Khoiuri ( Catar) | Árbitro(s): Jasem Khoiuri ( Catar) |

## Campeón
| Recopa Árabe 1998  |
| ------------------ |
| Bandera de Argelia |
| MC Oran 2.º título |